# Preetz
Preetz è una città di 16 005 abitanti dello Schleswig-Holstein, in Germania.

Appartiene al circondario (Kreis) di Plön (targa PLÖ).

## Geografia fisica
Sita nella regione detta Svizzera dello Holstein, nel suo territorio le acque dell'Antica Schwentine si uniscono a quelle della Schwentine.